# Almarza
Almarza település Spanyolországban, Soria tartományban. Almarza La Póveda de Soria, Vizmanos, Arévalo de la Sierra, Ausejo de la Sierra, Los Villares de Soria, Fuentelsaz de Soria, Garray, Rebollar, Soria és Rollamienta községekkel határos. Lakosainak száma 626 fő (2024).

## Népesség
A település népessége az elmúlt években az alábbi módon változott:
| Lakosok száma | 620  | 609  | 647  | 655  | 645  | 610  | 604  | 591  | 612  | 626  |
|               | 2001 | 2004 | 2007 | 2009 | 2012 | 2014 | 2017 | 2019 | 2022 | 2024 |